# Strada dei Russi
La Strada dei Russi o Strada dei Rusci si trova in Val San Nicolò, valle laterale della Val di Fassa.

## Storia
La strada venne realizzata da prigionieri di guerra, principalmente russi. Da qui deriva il toponimo della strada. Come stabilito dalla Convenzioni dell'Aia del 1899 e del 1907 i prigionieri di guerra potevano lavorare, ma non in ambito bellico. Ad esempio potevano lavorare nei campi, nelle miniere e nelle segherie, ma non potevano svolgere attività che riguardassero la guerra. Nonostante questo divieto, i prigionieri russi e serbi vennero largamente impiegati in tutto il Tirolo per costruire infrastrutture utili al grande conflitto.
La storia della Strada dei Russi, inizia nel 1915 quando il Trentino-Alto Adige, all'epoca territorio impero austro-ungarico, diventa uno dei fronti più importanti della prima guerra mondiale. Il confine infatti si trovava sulle cime del gruppo Monzoni, fra cui Cima Uomo. La Strada dei Russi serviva quindi come canale di comunicazione tra le retrovie e il confine. Sappiamo inoltre che in Val San Nicolò fu costruito un importante accampamento militare che collegava con delle teleferiche anche il settore della Marmolada. Nelle baite già esistenti e nelle nuove baracche alloggiavano soldati austro-ungarici dei più svariati reparti: Standschützen, Landesschützen, Kaiserjäger e truppe della Bosnia-Erzegovina, ma anche prigionieri di guerra.
Oggi non è più la via principale che attraversa la valle. Nel dopoguerra ne venne costruita un'altra più larga e asfaltata alla sinistra del torrente San Nicolò. Quest'ultima è oggi la usata per il trekking e gite in bicicletta. Tuttavia l'originale Strada dei Russi non è da dimenticare in quanto punto di partenza per altri sentieri.

## Descrizione
La carreggiata si estende lungo il tratto destro del torrente San Nicolò e risulta quindi schiacciata tra le pendici di Cima Undici e il torrente. Questo rendeva la strada discreta, quasi nascosta, utile quindi per trasportare materiali senza farsi notare dalla controparte italiana che si trovava sulla costa est di Costabella. Inoltre la strada risulta molto rialzata rispetto al livello del torrente, probabilmente per evitare le frequenti variazioni della portata d'acqua.

## Toponimi
Si segnala l'esistenza di altri toponimi relativi alla presenza di prigionieri russi in Val San Nicolò: Barache di Rusci, Piaa di Rusci, Traversaa di Rusci.